# Tvrdín
Tvrdín (německy Twrdina) je malá vesnice, část obce Hrobčice v okrese Teplice. Nachází se asi dva kilometry jihovýchodně od Hrobčic. V roce 2011 zde trvale žilo 36 obyvatel.
Tvrdín je také název katastrálního území o rozloze 2,26 km².

## Historie
Nejstarší písemná zmínka pochází z roku 1454.

## Obyvatelstvo
Při sčítání lidu v roce 1921 zde žilo 132 obyvatel (z toho 64 mužů), z nichž bylo deset Čechoslováků a 122 Němců. Až na dva evangelíky a jednoho člena církve československé byli římskými katolíky. Podle sčítání lidu z roku 1930 měla vesnice 125 obyvatel: jedenáct Čechoslováků, 112 Němců a dva cizince. Všichni se hlásili k římskokatolické církvi.
|                                                                   | 1869 | 1880 | 1890 | 1900 | 1910 | 1921 | 1930 | 1950 | 1961 | 1970 | 1980 | 1991 | 2001 | 2011 |
| ----------------------------------------------------------------- | ---- | ---- | ---- | ---- | ---- | ---- | ---- | ---- | ---- | ---- | ---- | ---- | ---- | ---- |
| Obyvatelé                                                         | 149  | 133  | 126  | 125  | 120  | 132  | 125  | 75   | 75   | 57   | 35   | 27   | 29   | 36   |
| Domy                                                              | 25   | 26   | 27   | 27   | 28   | 27   | 30   | 25   | .    | 16   | 13   | 15   | 16   | 16   |
| Počet domů z roku 1961 je zahrnut v domech místní části Hrobčice. |      |      |      |      |      |      |      |      |      |      |      |      |      |      |

## Galerie

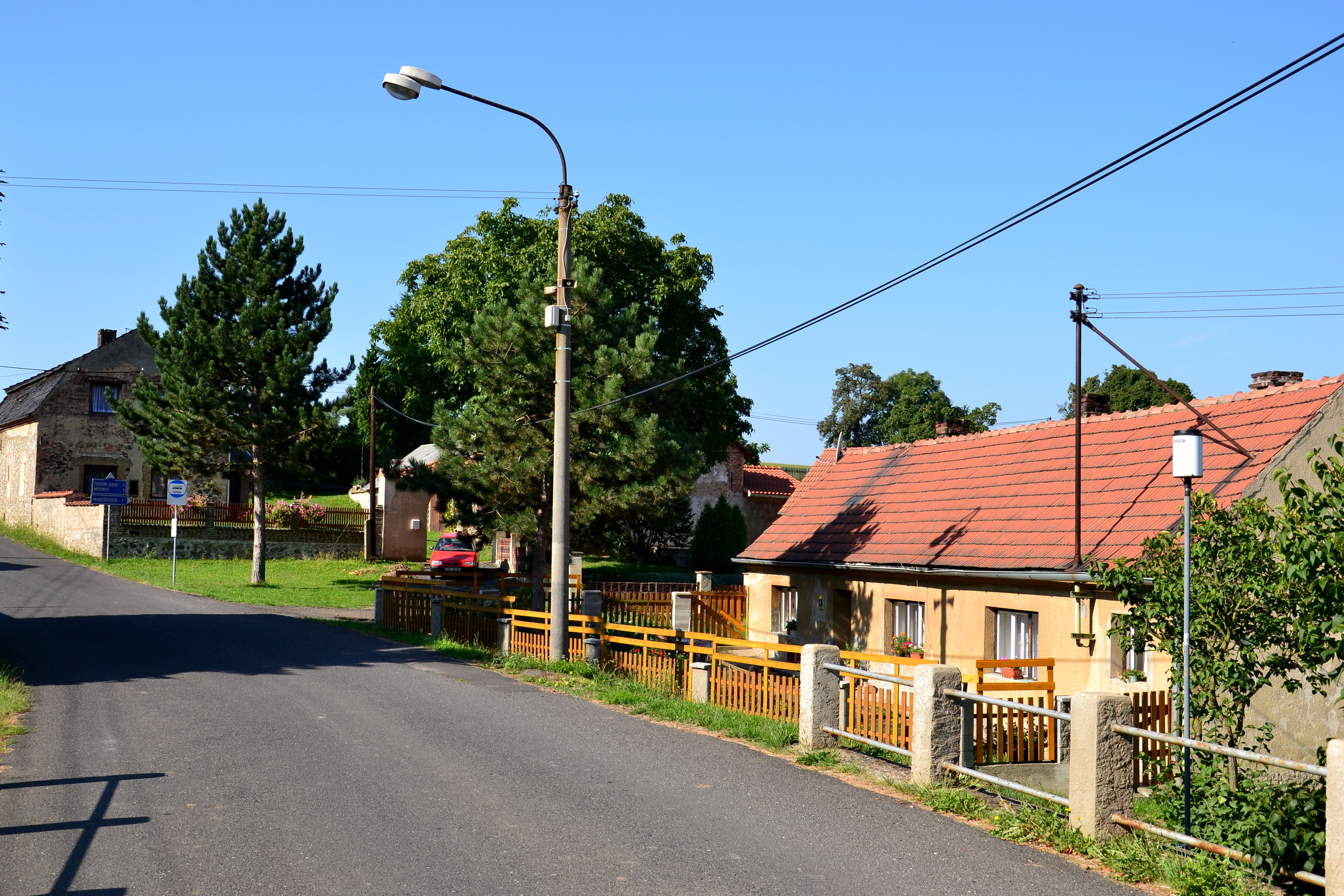
Ulice z návsi k Měrunicím
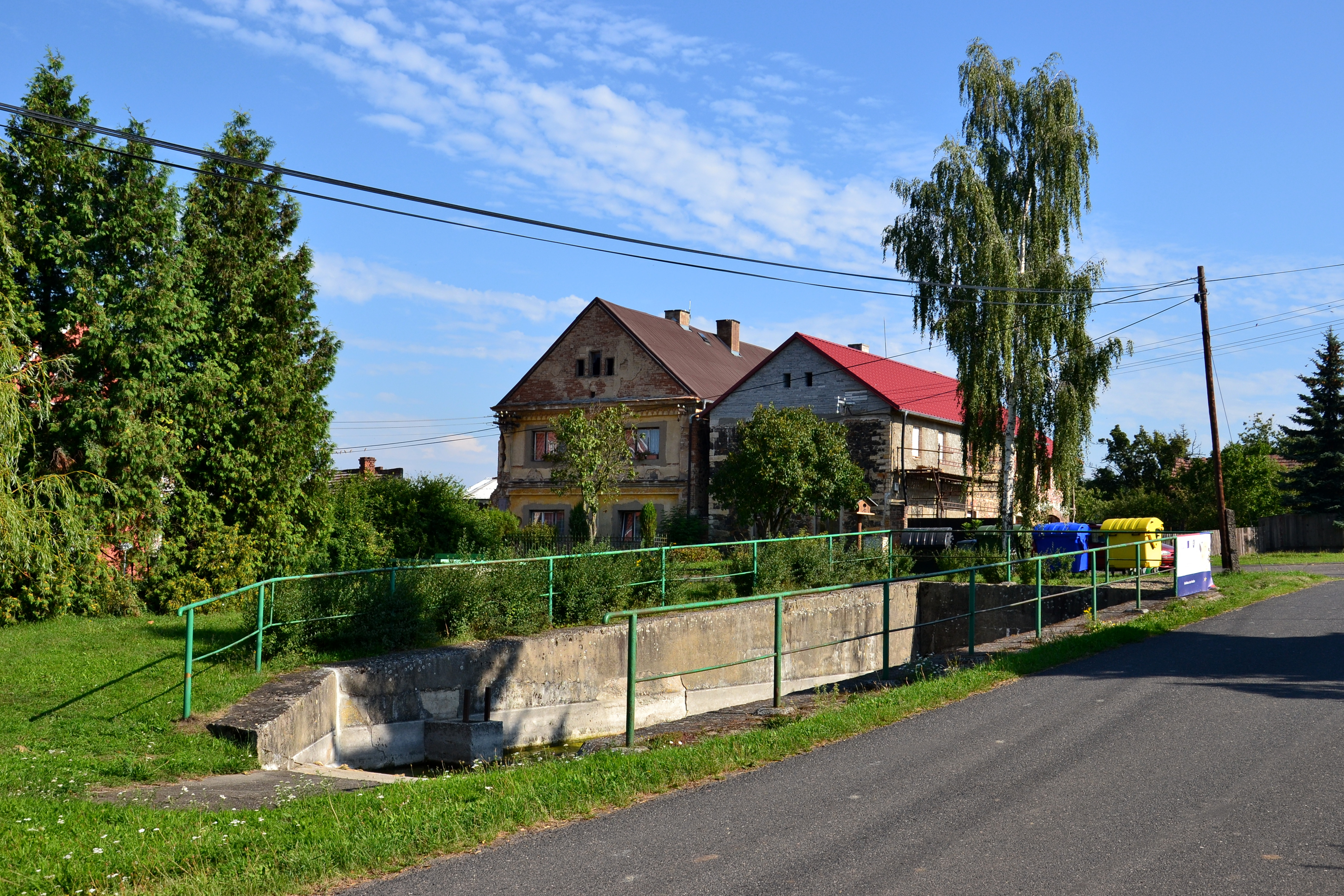
Vodní nádrž na návsi
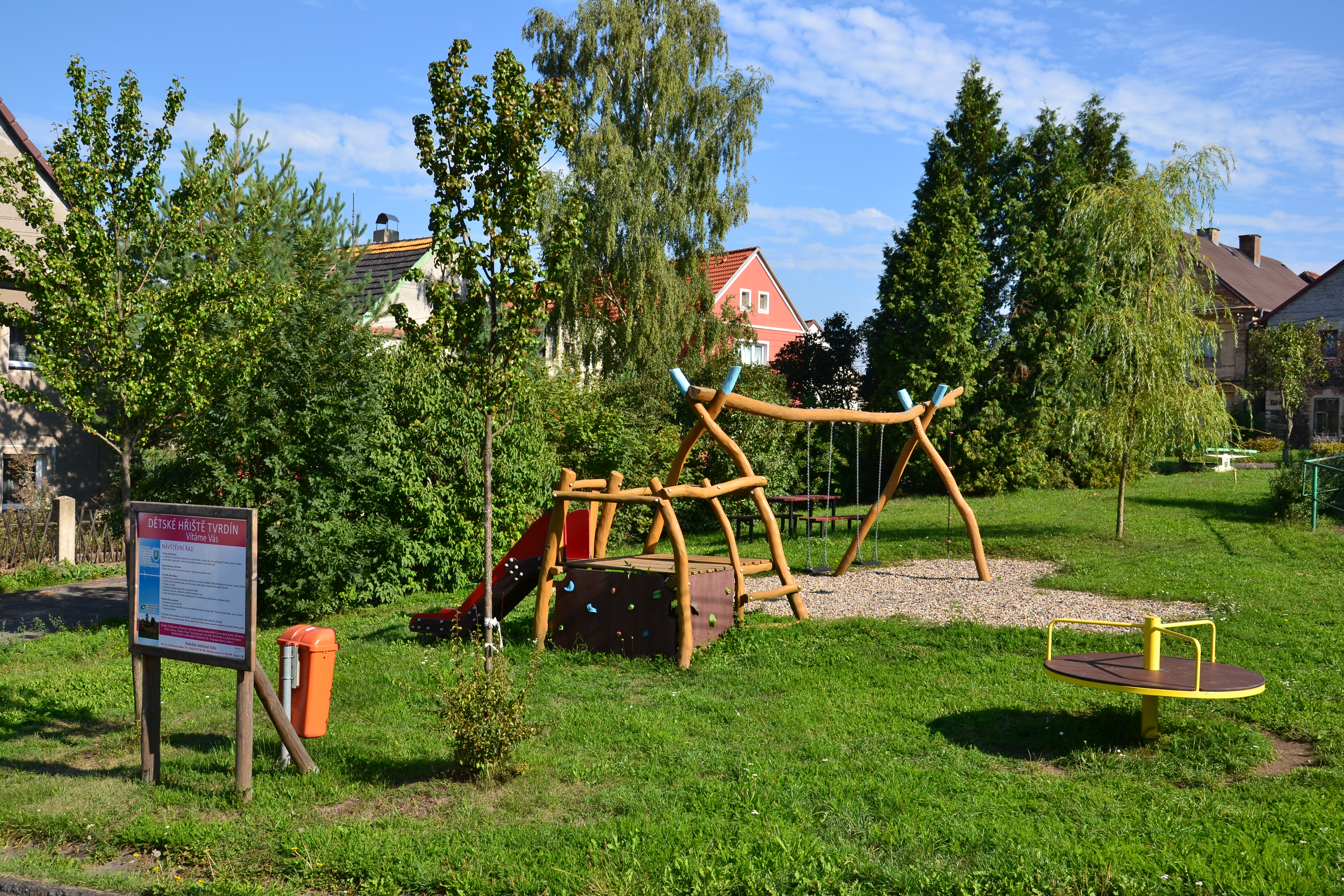
Dětské hřiště